# فرهاد مجیدی
فرهاد مجیدی قادیکلایی (زادهٔ ۱۳ خرداد ۱۳۵۵) بازیکن پیشین فوتبال و سرمربی کنونی اهل ایران است. وی از سال ۲۰۲۵ سرمربی باشگاه فوتبال البطائح امارات است.
مجیدی در فوتبال باشگاهی ایران در صنایع پارچین، کشاورز، بهمن کرج و استقلال بازی کرده و نیم فصل نیز برای راپید وین اتریش بازی کرده است. مجیدی در ۷ سال بازی در لیگ امارات نیز برای تیم‌های الوصل، العین، الاهلی و النصر به میدان رفت و یک سال نیز در تیم الغرافه قطر بازی کرد.
او در لیگ قهرمانان آسیا در فصل ۰۳–۲۰۰۲ توانست به همراه العین امارات، به قهرمانی این رقابت‌ها دست پیدا کند. مجیدی در رده ملی نیز ۴۵ بار برای تیم ملی فوتبال ایران به میدان رفت و ۱۰ گل به ثمر رساند. مجیدی در ۷ آبان ۱۳۹۲ با پیراهن  باشگاه استقلال تهران، به عنوان بازیکن از فوتبال خداحافظی کرد و به مربیگری روی آورد.

## زندگی شخصی
فرهاد مجیدی اصالتاً مازندرانی (قائم‌شهری) است ولی متولد و ساکن تهران است. مجیدی یک برادر و دو خواهر دارد. علاوه بر او، برادرش فرزاد نیز به فوتبال روی آورد. همسر سابق فرهاد مجیدی، فرناز مؤمنی نام دارد. مجیدی دو فرزند به نام‌های تیام و امیر بردیا دارد.

## عملکرد باشگاهی

### سال‌های نخستین
فرهاد مجیدی دوران فوتبال خود را با تیم فوتبال صنایع پارچین که محل زندگی خود و کار پدرش در آنجا بود شروع کرد. نخستین تیم رسمی که فرهاد مجیدی در آن بازی کرد، تیم جوانان کشاورز بود. او بعد از مدتی بازی در این تیم به جوانان بهمن پیوست. پس از گذشت مدت زمان کوتاهی به‌طور قرضی برای بازی در مسابقات استانی به تیم پارچین بازگشت. بعد از ۸ ماه حضور قرضی در تیم پارچین تیم بهمن بار دیگر خواستار او شد و دوباره به این تیم بازگشت.
مجیدی در ۲ فصل حضور خود در بهمن کرج ۷ گل برای این تیم به ثمر رساند. در تیر ماه سال ۱۳۷۶ مجیدی که ۲۰ سال داشت مورد توجه تیم استقلال تهران قرار گرفت و به این تیم پیوست.

### استقلال تهران
مجیدی در اولین فصل حضور خود در استقلال تهران همراه با این تیم قهرمان لیگ آزادگان در فصل ۷۷–۱۳۷۶ شد. او در فصل ۷۸–۱۳۷۷ به همراه استقلال به نایب قهرمانی جام باشگاه‌های آسیا و همچنین نایب قهرمانی لیگ آزادگان دست یافت. بعد از بازی جنجالی استقلال تهران و فجر سپاسی در شیراز و محرومیت چند جلسه‌ای که نصیب وی شد، مجیدی راهی اتریش شد و به تیم راپید وین پیوست.

### راپید وین
فرهاد مجیدی در نیم فصل دوم مسابقات لیگ اتریش در ۱۲ مسابقه برای تیم راپید وین به میدان رفت و ۲ گل به ثمر رساند. این در حالی بود که او در ۳ مسابقه حضور ۹۰ دقیقه ای داشت.
مجیدی با پایان فصل ۲۰۰۰–۱۹۹۹ لیگ اتریش بار دیگر به استقلال برگشت.

### استقلال تهران
در سال ۱۳۷۹ و پس از بازگشت از اتریش مجیدی در ۶ بازی برای استقلال به میدان رفت و پس از مدت کوتاهی با پیشنهاد الوصل راهی کشور امارات شد.

### الوصل امارات
پس از پیوستن این بازیکن ایرانی به الوصل، تلویزیون دبی اسپرت در گزارشی، حضور مجیدی در این تیم را یکی از عوامل افزایش طرفداران الوصل دانست.
او در ۵/۵ فصلی که الوصل را همراهی کرد ۶۸ گل در لیگ امارات و ۴۰ گل در جام حذفی، جام اتحادیه و۲۲گل در رقابت‌های دیگر جام خلیج فارس به ثمر رساند و به یکی از برترین گلزنان تاریخ الوصل تبدیل شد.
در آوریل سال ۲۰۰۳ مجیدی به صورت قرضی از الوصل به تیم العین امارات پیوست تا این تیم را در لیگ قهرمانان آسیا همراهی کند.

### العین امارات
فرهاد مجیدی پس از پیروزی ۲–۴ به همراه العین امارات در بازی رفت نیمه‌نهایی لیگ قهرمانان آسیا مقابل دالیان چین، در بازی برگشت که با شکست ۴–۳ العین همراه بود، یکی از گل‌های العین امارات را به ثمر رساند (۶–۷ در مجموع دو بازی رفت و برگشت) و به همراه این تیم به فینال مسابقات لیگ قهرمانان آسیا ۰۳-۲۰۰۲ راه پیدا کرد. در دیدار فینال العین پس از پیروزی ۰–۲ مقابل تروساسانا تایلند (با گل‌های سالم جوهر و محمد عمر) در بازی برگشت با نتیجه ۱–۰ شکست خورد و در مجموع دو بازی رفت و برگشت با نتیجه ۱–۲ به عنوان قهرمان لیگ قهرمانان آسیا ۰۳-۲۰۰۲ شناخته شد. (مجیدی تنها بازیکن ایرانی دارای عنوان قهرمانی در مسابقات لیگ قهرمانان آسیا شناخته می‌شود) پس از حضور قرضی در العین امارات، مجیدی به الوصل امارات بازگشت و در نیم فصل دوم از فصل ۲۰۰۶–۲۰۰۵ امارات این بار به صورت قرضی با قرادادی چهارماهه از الوصل به الاهلی امارات پیوست.

### الاهلی امارات
مجیدی در الاهلی موفق به زدن ۶ گل شد. او در تک مسابقه‌ای که برای تعیین قهرمان لیگ امارات بین الاهلی و الوحده انجام می‌شد و در پایان منجر به پیروزی چهار بر یک الاهلی شد، گل دوم این تیم را به ثمر رساند. اون در این مسابقه پایه‌گذار گل سوم نیز شد و با این تیم به قهرمانی لیگ امارات دست پیدا کرد.
بعد از قهرمانی با الاهلی در خرداد سال ۸۵ با قراردادی ۲ ساله به تیم النصر امارات پیوست.

### النصر امارات
مجیدی که با قراردادی دو میلیون دلاری به النصر پیوسته بود؛ بعد از نیم فصل حضور در این تیم به صورت قرضی، بار دیگر راهی الاهلی امارات شد. پس از اتمام قرارداد قرضی با الاهلی در حالی که یک سال دیگر با النصر قرارداد داشت، قرار داد او فسخ شد مجیدی او در تابستان سال ۸۶ برای سومین بار به استقلال بازگشت.

### استقلال تهران

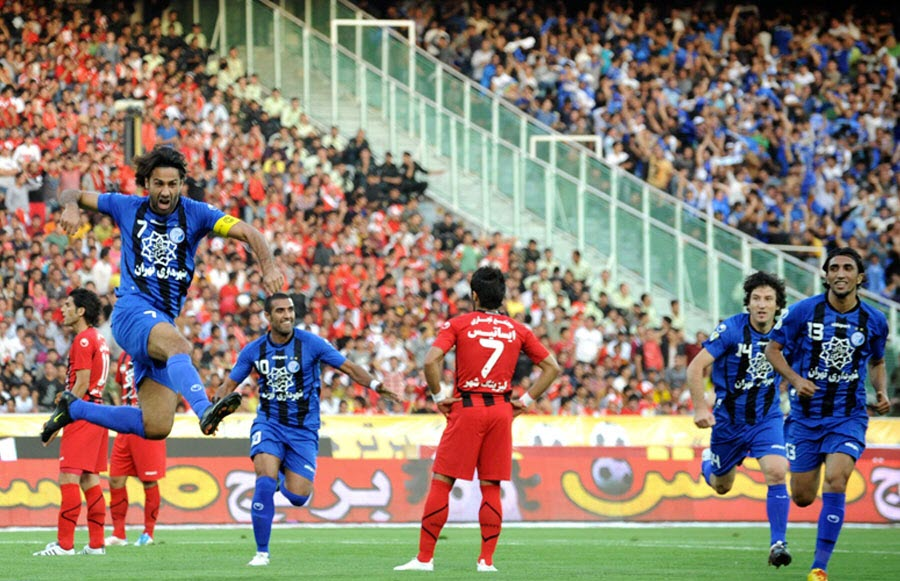
شادی مجیدی بعد از گلزنی در شهرآورد تهران

مجیدی در بازگشت مجدد خود به استقلال موفق شد به همراه این تیم قهرمانی در جام حذفی ۸۷–۸۶ و قهرمانی لیگ برتر فوتبال ایران ۸۸–۸۷ را به‌دست‌آورد.
مجیدی در نظرسنجی برنامه نود با رأی بینندگان به عنوان مرد سال ۸۹ فوتبال ایران انتخاب شد.
او همچنین در نظرسنجی برنامه ۹۰ که در پایان لیگ دهم ایران انجام شد، با رای اکثریت مخاطبان این برنامه به عنوان بهترین بازیکن لیگ دهم ایران انتخاب شد.
مجیدی در نظرسنجی سایت فدراسیون بین‌المللی تاریخ و آمار فوتبال (IFFHS) با کسب ۶۳۴۷۳ رای؛ بالاتر از کریم باقری، به انتخاب کاربران این وبگاه، به عنوان محبوب‌ترین بازیکن جهان در سال ۲۰۱۱ انتخاب شد.
همچنین فدراسیون بین‌المللی آمار تاریخ فوتبال با ارسال نامه از فرهاد مجیدی برای دریافت جایزه این فدراسیون دعوت به عمل آورد.
او در پایان نیم فصل ۹۱–۹۰ لیگ ایران با قراردادی چهارماهه به تیم الغرافه قطر پیوست پرویز مظلومی که در آن زمان مربی استقلال بود معتقد بود جدایی فرهاد مجیدی در نیم فصل باعث ناکامی استقلال در کسب مقام قهرمانی لیگ برتر فوتبال ایران در پایان فصل ۹۱–۹۰ بوده است.
آخرین گل فرهاد مجیدی در تاریخ فوتبال، گل به نفت تهران در ۲۷ مهر ۱۳۹۲ در لیگ برتر فوتبال ایران بود که استقلال با نتیجه یک بر یک به مساوی رسید تک گل نفت تهران رو وریا غفوری بازیکن سابق استقلال دقیقه ۸۸ به ثمر رساند

### الغرافه قطر
وی در ۴ ماه حضور خود در این تیم در ۲۲ بازی که انجام داد ۷ بار موفق به گلزنی شد و به همراه الغرافه به قهرمانی جام حذفی باشگاه‌های قطر دست یافت. مجیدی در پایان این دیدار با پرچم ایران در جشن قهرمانی الغرافه شرکت کرد.

### خداحافظی با فوتبال و بازگشت دوباره

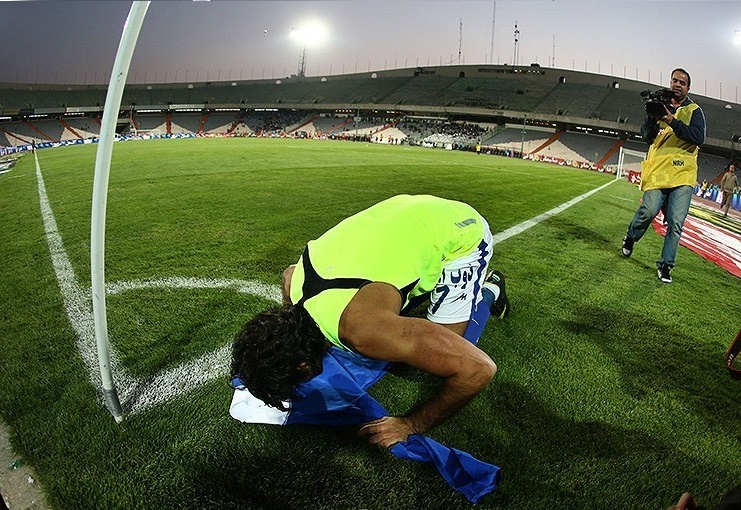
فرهاد مجیدی پس‌از پایان بازی مقابل مس کرمان در آبان ۱۳۹۲

مجیدی پس از جدایی از الغرافه قطر و به‌رغم داشتن پیشنهادهایی از باشگاه‌های راه‌آهن،
مس کرمان،
ذوب آهن،
پرسپولیس،
ملوان
و تراکتورسازی
در ۷ مهر ۱۳۹۱ با انتشار نامه‌ای، از دنیای فوتبال خداحافظی کرد. اما ۸۱ روز بعد، در ۲۸ آذر ۱۳۹۱ با قراردادی ۱/۵ ساله بار دیگر به استقلال پیوست.
مجیدی سرانجام در ۷ آبان ۱۳۹۲ در بازی استقلال مقابل مس کرمان بعد از تعویض با نیکبخت واحدی (دقیقه ۸۸) از دنیای بازیگری فوتبال خداحافظی کرد. او پس از خداحافظی در کلاس‌های مربیگری درجه C انگلستان شرکت کرد.

## عملکرد ملی
فرهاد مجیدی نخستین بار توسط محمد مایلی‌کهن به تیم ملی ایران دعوت شد. او در بازی دوستانه با کویت در سال ۱۳۷۶ نخستین بازی ملی خود را انجام داد.‏
او در ۲۶ شهریور ۱۳۸۹ در دوره مربیگری افشین قطبی از بازی در تیم ملی خداحافظی کرد. فرهاد مجیدی، در ۱ شهریور ۱۳۹۰ و در سن ۳۵ سالگی در لیست کارلوس کیروش قرار گرفت و به تیم ملّی بازگشت. با این حال، او در تاریخ ۵ مهر ۱۳۹۰ با ارسال نامه‌ای به علی کفاشیان رئیس فدراسیون فوتبال ایران، خداحافظی‌اش را از بازی‌های ملی اعلام کرد. او در این نامه، دلیل خداحافظی خود را برگزاری مسابقات جام جهانی فوتبال در سال ۲۰۱۴ و عدم حضور احتمالی او در آن مسابقات به دلیل وضعیت سنی‌اش و میدان دادن به جوانان عنوان کرد. جوانانی که به گفتهٔ او شاید با حضور امثال او به سرنوشت وی در گذشته دچار شده و در عین جوانی و آمادگی فنی از حضور و خدمت در تیم ملی فوتبال محروم شوند.

## عملکرد مربی‌گری

### حضور در استقلال به عنوان مربی و سرمربی موقت

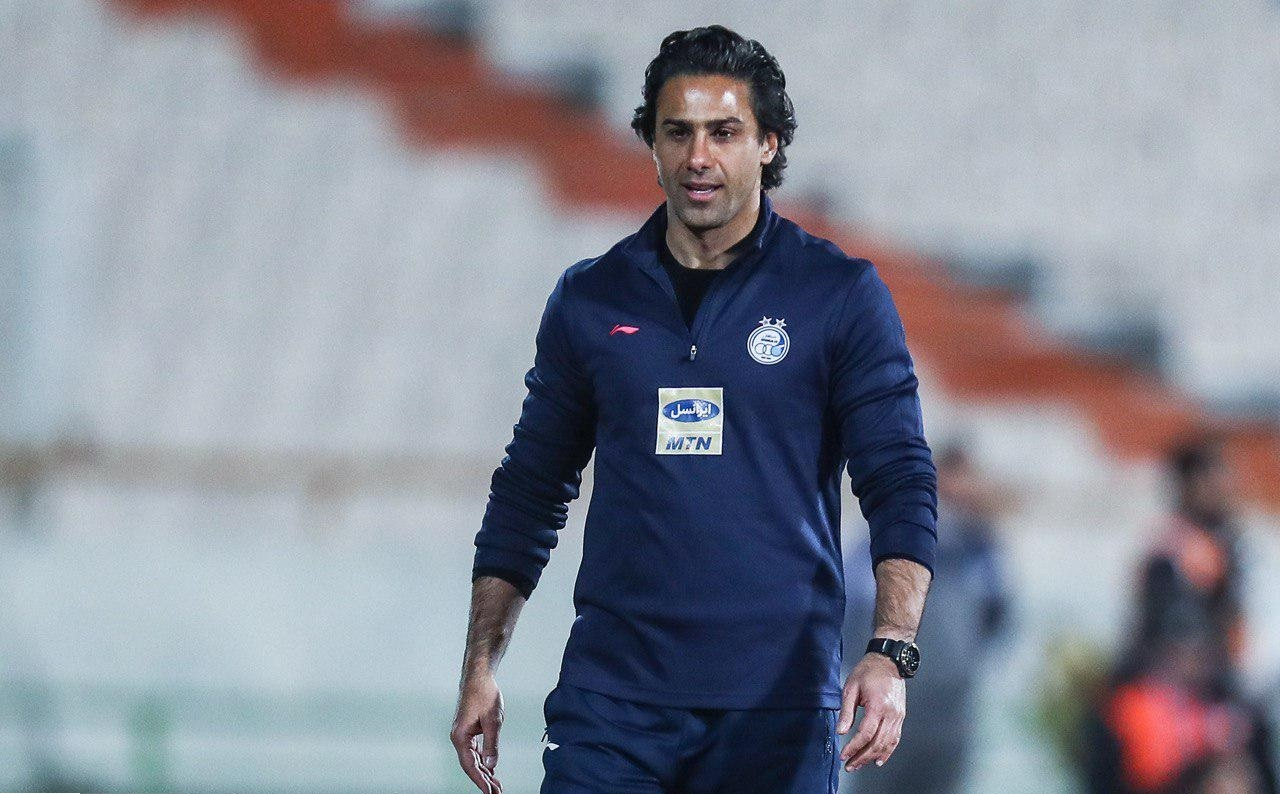
فرهاد مجیدی در قامت مربی تیم استقلال

فرهاد مجیدی در دی ماه ۱۳۹۷ به عنوان دستیار شفر به استقلال پیوست. در ادامه فصل و به دنبال نتایج ضعیف شفر وی از کار برکنار شد و فرهاد مجیدی روز نهم اردیبهشت ۱۳۹۸ به عنوان سرمربی موقت تا پایان فصل برگزیده شد.
با پایان فصل و شروع رقابت‌های لیگ برتر در فصل ۹۹–۱۳۹۸ و روی کار آمدن استراماچونی به عنوان سرمربی استقلال، مجیدی بار دیگر به عنوان دستیار در سمت خود ابقا شد. با جدایی استراماچونی از استقلال به دلیل مشکلات مالی، مجیدی بار دیگر به عنوان سرمربی استقلال برگزیده شد. بعدها مجیدی از سمت خود استعفا داد و مجدد بعد از محمود محمود فکری در اسفند ۱۳۹۹ با قراردادی ۲ و نیم ساله سرمربی استقلال تهران شد. لیگ بیست و یکم: آجرلو مدیرعامل وقت باشگاه استقلال با سرمربی تیم فوتبال بزرگسالان این باشگاه در جهت تثبیت و حمایت از کادر فنی، درخصوص تمدید مدت قرارداد فرهاد مجیدی تا پایان فصل ۱۴۰۳–۱۴۰۲ توافق کرد ولی فرهاد مجیدی در پایان فصل با کسب عنوان قهرمانی در لیگ بیست و یکم با انتشار نامه ای از باشگاه استقلال جدا شد و با عقد قراردادی رسمی به عنوان سرمربی تیم اتحادکلبا امارات انتخاب شد.

### امید ایران
فرهاد مجیدی در تاریخ ۲۰ خرداد ۱۳۹۸ از جانب مهدی تاج، رئیس وقت فدراسیون فوتبال به عنوان سرمربی تیم ملی امید معرفی شد.
مجیدی پس از دو شکست متوالی ۱–۰ و ۴–۱ در بازی دوستانه مقابل تیم ملی امید ازبکستان، از سمت خود کناره‌گیری کرد.

### الاتحادکلبا
فرهاد مجیدی پس از قهرمانی بدون باخت با استقلال در لیگ برتر خلیج فارس به فوتبال امارات بازگشت و سرمربی الاتحاد کلبا در لیگ امارات شد. اما وی پس از دو فصل سرمربیگری در این تیم در ۱۱ اسفند ۱۴۰۲ به‌طور توافقی از الاتحاد کلبا جدا شد.

## افتخارات

### باشگاهی
استقلال
- لیگ برتر فوتبال ایران(۳): ۷۷–۱۳۷۶، ۸۸–۱۳۸۷، ۹۲–۱۳۹۱
- جام حذفی فوتبال ایران(۱): ۸۷–۱۳۸۶
- جام باشگاه‌های آسیا: ۹۹–۱۹۹۸ (نایب قهرمان)[۵۱]

العین امارات
- لیگ قهرمانان آسیا(۱): ۰۳–۲۰۰۲[۵۲]

الاهلی امارات
- لیگ برتر امارات متحده عربی(۱): ۰۶–۲۰۰۵

الغرافه قطر
- جام امیر قطر(۱): ۱۲–۲۰۱۱

### ملی
ایران
- مسابقات فوتبال غرب آسیا(۱): ۲۰۰۴

### افتخارات فردی
- نامزد دریافت جایزه بهترین بازیکن سال آسیا در سال ۲۰۱۰[۵۳]
- دومین گلزن برتر تاریخ باشگاه استقلال تهران[۵۴] با زدن ۹۳ گل [نیازمند منبع]
- برترین گلزن ایرانی در «مجموع» مسابقات باشگاهی آسیا - ۲۳ گل (مسابقات جام در جام آسیا [۹ گل]، جام باشگاه‌های آسیا [۱ گل] و لیگ قهرمانان آسیا [۱۳ گل])[۵۵]

### به عنوان سرمربی
استقلال
- لیگ برتر فوتبال ایران(۱): ۰۱–۱۴۰۰

## آمار مربیگری
| تیم          | کشور              | از               | تا             | رکورد | رکورد | رکورد | رکورد | رکورد   |
| تیم          | کشور              | از               | تا             | ب.    | پ.    | ت.    | ش.    | پیروز % |
| ------------ | ----------------- | ---------------- | -------------- | ----- | ----- | ----- | ----- | ------- |
| استقلال      | ایران             | ۱۰ اردیبهشت ۱۳۹۸ | ۱۰ خرداد ۱۳۹۸  | ۵     | ۳     | ۲     | ۰     | ۰۶۰     |
| امید ایران   | ایران             | ۱۹ خرداد ۱۳۹۸    | ۱۴ مهر ۱۳۹۸    | ۲     | ۰     | ۰     | ۲     | ۰۰۰٫۰۰  |
| استقلال      | ایران             | ۱۳ دی ۱۳۹۸       | ۱۵ شهریور ۱۳۹۹ | ۲۱    | ۱۰    | ۷     | ۴     | ۰۴۸     |
| استقلال      | ایران             | ۱۴ اسفند ۱۳۹۹    | ۱۲ خرداد ۱۴۰۱  | ۵۹    | ۳۵    | ۱۹    | ۵     | ۰۵۹     |
| الاتحاد کلبا | امارات متحده عربی | ۱۴ خرداد ۱۴۰۱    | ۱۱ اسفند ۱۴۰۲  | ۵۰    | ۱۷    | ۱۱    | ۲۲    | ۰۳۴     |
| البطائح      | امارات متحده عربی | ۲۴ دی ۱۴۰۳       | هم‌اکنون        | ۱۴    | ۵     | ۴     | ۵     | ۰۳۶     |
| مجموع        | مجموع             | مجموع            | مجموع          | ۱۵۰   | ۷۰    | ۴۰    | ۴۰    | ۰۴۷     |

## آمار ملی

### بازی‌های ملی
| ایران | ایران | ایران |
| سال   | بازی  | گل    |
| ----- | ----- | ----- |
| ۱۹۹۷  | ۱۳    | ۱     |
| ۱۹۹۸  | ۱     | ۰     |
| ۱۹۹۹  | ۵     | ۰     |
| ۲۰۰۰  | ۹     | ۵     |
| ۲۰۰۱  | ۲     | ۰     |
| ۲۰۰۲  | ۲     | ۱     |
| ۲۰۰۳  | ۳     | ۲     |
| ۲۰۰۴  | ۳     | ۱     |
| ۲۰۰۶  | ۴     | ۰     |
| ۲۰۰۹  | ۲     | ۰     |
| ۲۰۱۱  | ۱     | ۰     |
| مجموع | ۴۵    | ۱۰    |

### گل‌های ملی
| شماره | تاریخ           | میزبان | بازی ملی | حریف      | نتیجه | رقابت                        |
| ----- | --------------- | ------ | -------- | --------- | ----- | ---------------------------- |
| ۱     | ۴ ژوئن ۱۹۹۷     | دمشق   | ۴        | قرقیزستان | ۷–۰   | مقدماتی جام جهانی ۱۹۹۸       |
| ۲     | ۱۶ اوت ۲۰۰۰     | تهران  | ۲۵       | گرجستان   | ۲–۱   | دوستانه                      |
| ۳     | ۱ سپتامبر ۲۰۰۰  | وین    | ۲۶       | اتریش     | ۱–۵   | دوستانه                      |
| ۴     | ۲۴ نوامبر ۲۰۰۰  | تبریز  | ۲۷       | گوآم      | ۱۹–۰  | مقدماتی جام جهانی ۲۰۰۲       |
| ۵     | ۲۴ نوامبر ۲۰۰۰  | تبریز  | ۲۷       | گوآم      | ۱۹–۰  | مقدماتی جام جهانی ۲۰۰۲       |
| ۶     | ۲۴ نوامبر ۲۰۰۰  | تبریز  | ۲۷       | گوآم      | ۱۹–۰  | مقدماتی جام جهانی ۲۰۰۲       |
| ۷     | ۱۷ نوامبر ۲۰۰۲  | کویت   | ۳۲       | کویت      | ۳–۱   | دوستانه                      |
| ۸     | ۱۵ اوت ۲۰۰۳     | تهران  | ۳۳       | کامرون    | ۴–۱   | دوستانه                      |
| ۹     | ۲۶ سپتامبر ۲۰۰۳ | امان   | ۳۵       | اردن      | ۲–۳   | مقدماتی جام ملت‌های آسیا ۲۰۰۴ |
| ۱۰    | ۲۱ ژوئن ۲۰۰۴    | تهران  | ۳۷       | سوریه     | ۷–۱   | غرب آسیا ۲۰۰۴                |

## آمار در استقلال

### عنوان بازی‌ها
فرهاد مجیدی در تیم استقلال تهران موفق به زدن ۹۴ گل در بازی‌های رسمی شد.
بیشترین گل زده فرهاد مجیدی در تیم استقلال تهران مربوط به بازی‌های قهرمانی باشگاه‌های ایران با ۶۶ گل می‌باشد.
| عنوان بازی‌ها      | تعداد گل | توضیح                            |
| ----------------- | -------- | -------------------------------- |
| لیگ برتر ایران    | ۴۷       | ۶۶ گل در قهرمانی باشگاه‌های ایران |
| لیگ آزادگان ایران | ۱۹       | ۶۶ گل در قهرمانی باشگاه‌های ایران |
| لیگ قهرمانان آسیا | ۱۴       | ۲۳ گل در بازیهای قاره‌ای          |
| جام در جام آسیا   | ۹        | ۲۳ گل در بازیهای قاره‌ای          |
| جام حذفی ایران    | ۵        | ۷۱ گل در بازیهای داخلی           |
| جمع               | ۹۴       |                                  |

### فصل به فصل
فرهاد مجیدی در یازده فصل برای استقلال بازی کرده و در هر یازده فصل برای این تیم گلزنی کرده است
بیشترین گل فرهاد مجیدی در یک فصل با پیراهن استقلال مربوط به فصل ۸۹–۸۸ با ۱۷ گل زده می‌باشد
بیشترین گل زده فرهاد مجیدی برای استقلال در یک دوره از بازیهای لیگ باشگاهی ایران با ۱۱ گل در فصل ۸۹–۸۸ می‌باشد
| فصل   | جمع تعداد گل فصل | لیگ باشگاهی ایران | جام حذفی ایران | لیگ قهرمانان | جام در جام آسیا |
| ----- | ---------------- | ----------------- | -------------- | ------------ | --------------- |
| ۷۶–۷۷ | ۵                | ۵                 | ۰              | ۰            | ۰               |
| ۷۷–۷۸ | ۷                | ۶                 | ۰              | ۱            | ۰               |
| ۷۸–۷۹ | ۱۱               | ۴                 | ۰              | ۰            | ۷               |
| ۷۹–۸۰ | ۶                | ۴                 | ۰              | ۰            | ۲               |
| ۸۶–۸۷ | ۹                | ۷                 | ۲              | ۰            | ۰               |
| ۸۷–۸۸ | ۴                | ۳                 | ۱              | ۰            | ۰               |
| ۸۸–۸۹ | ۱۷               | ۱۱                | ۱              | ۵            | ۰               |
| ۸۹–۹۰ | ۱۶               | ۱۰                | ۱              | ۵            | ۰               |
| ۹۰–۹۱ | ۹                | ۹                 | ۰              | ۰            | ۰               |
| ۹۱–۹۲ | ۶                | ۳                 | ۰              | ۳            | ۰               |
| ۹۲–۹۳ | ۴                | ۴                 | ۰              | ۰            | ۰               |
| جمع   | ۹۴               | ۶۶                | ۵              | ۱۴           | ۹               |

## حاشیه‌ها

### جنجال‌ها
در تاریخ ۲۹ فروردین ۱۳۹۱ مجیدی که یکی از بازیکنان سابق استقلال به‌شمار می‌رفت و در الغرافه قطر توپ می‌زد در بازی جام باشگاه‌های آسیا بین تیم‌های پرسپولیس تهران و الغرافه قطر و در حضور بیش از ۹۰ هزار تماشاگر سرخ‌پوش بعد از این که با دریافت کارت زرد دوم از زمین مسابقه اخراج شد، پیراهن زرد رنگ الغرافه قطر را از تن خود خارج کرد و لباس آبی (همرنگ پیراهن استقلال تهران) را نمایان کرد و پس از بوسیدن آن، به تماشاگران پرسپولیس عدد۴ را به دلیل چهار برد پیاپی استقلال از پرسپولیس در شهرآورد تهران نشان داد، این حرکت مورد اعتراض هواداران پرسپولیس قرار گرفت.

### ارتباط با رئیس‌جمهور وقت
به نقل از عبدالرضا داوری، مشاور محمود احمدی‌نژاد، فرهاد مجیدی از فوتبالیست‌های محبوب محمود احمدی‌نژاد، رئیس‌جمهور وقت ایران بوده است و در طول دوره ریاست جمهوری او، فرهاد مجیدی و احمدی‌نژاد جلسات زیادی را با یکدیگر داشته‌اند. در روز پنجم آبان ۱۳۸۹ نیز، محمود احمدی‌نژاد و اوو مورالس، همراه با فرهاد مجیدی و برخی دیگر از بازیکنان معروف، فوتسال بازی کردند.